# Dave Behrman
David Wesley Behrman (Dowagiac, 9 novembre 1941 – East Lansing, 9 dicembre 2014) è stato un giocatore di football americano statunitense che ha militato nel ruolo di offensive lineman nell'American Football League (AFL).

## Carriera
Behrman al college giocò a football con i Michigan State Spartans. Fu scelto dai Buffalo Bills come quarto assoluto nel Draft AFL 1963 e dai Chicago Bears come 11º assoluto nel Draft NFL 1963. Optò per firmare con i Bills e giocò con essi nel 1963 ma non nell'anno successivo. Nel 1965 divenne il centro titolare di Buffalo, sostituendo il veterano Walt Cudzik, giocando tra le offensive guard Billy Shaw e Al Bemiller. A causa di un infortunio alla schiena non fu però schierato in finale di campionato quando i Bills batterono i San Diego Chargers per 23-0, conquistando il secondo titolo consecutivo. Quell'anno fu convocato per l'All-Star Game. Nel 1966 fu sostituito come titolare da Bemiller. Chiuse la carriera nel 1967 con i Denver Broncos.

## Palmarès

### Franchigia
- Campionati AFL : 1

Buffalo Bills: 1965

### Individuale
- AFL All-Star: 1

1965